# Korbue
En korbue er buen mellem koret og skibet i en kirkebygning. Korbuen betegnes også triumfbue.
Korbuen stammer fra antikkens romerrige, som udviklede en byggestil, hvor halvcirkulære arkader kunne gennembryde og bære store murflader.
Bueslaget anvendes både i verdslige og sakrale bygninger og som et fritstående monument som triumfbuer som Titusbuen og kejser Konstantinbuen i Rom.
Denne romanske arkitektur, som er karakteriseret ved halvbuer, kom til Danmark i 1100-årene og prægede århundredes intense kirkebyggeri, så der i dag næppe er en middelalderlig landsbykirke, som ikke har bevaret den bueformede murgennembrydning mellem skib og kor.